# Капри-Джедже, Виктор
Виктор Капри-Джедже (фр. Victor Capri Djédjé; 1918, дер. Дигбёньоа, Берег Слоновой Кости, Французская Западная Африка — 16 мая 2007, Кот-д’Ивуар) — государственный деятель Кот-д’Ивуара, председатель Национального собрания Кот-д’Ивуара (1950—1953)

## Биография
По специальности врач. Был членом Демократической партии Кот-д’Ивуара. Позже вышел из партии и объявил себя независимым политиком.
В 1950 году стал первым председателем Национальной ассамблеи Кот-д’Ивуара.
В 1951 году вместе с Франсуа Миттераном, тогдашним министром по делам колоний, участвовал в открытии автономного порта Абиджана, самого важного порт в Западной Африке и второго по значимости в Африке после порта Дурбан.
В этот период времени у него возник конфликт с Ф. Уфуэ-Буаньи, будущим президентом независимого Кот д’Ивуара. После обретения независимости в августе 1960 г., Буаньи заставил его уйти из политики. В 1963 году Капри-Джедже был арестован по обвинению в заговоре и брошен вх тюрьму в  Ямусукро.